# Schneider Rundfunkwerke AG
A Schneider Rundfunkwerke AG német (korábban nyugatnémet) szórakoztató elektronikai és számítástechnikai nagyvállalat volt, amely nem tévesztendő össze a jelenleg is működő, Magyarországon is közismert, francia Schneider Electric céggel.

## A kezdetek
A céget 1889-ben Felix Schneider alapította. A vállalkozás, amely eredetileg fából készült mosógépeket készített, 1965-ben költözött át a svábföldi Türkheimbe (ma: Bajorország), ahol - immár Leo Schneider (1898–1988) vezetése alatt - zeneszekrényeket kezdtek gyártani, szintén fából. Ekkor kapta a cég a Schneider Rundfunkwerke GmbH, azaz "Schneider Rádióművek Kft." megnevezést (a vállalat 1985-től működött részvénytársasági formában).

## Hi-Fi made in Germany

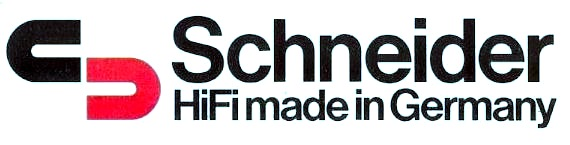

A zeneszekrények után 1971-től a kompakt audioberendezések gyártása következett, amelyeket nagyobb áruházláncok, így például a Neckermann cég csomagküldő részlege is forgalmazott. Az ekkor már az Albert (1933–2022)  és Bernhard Schneider (1934–2019) testvérpár által vezetett családi vállalkozás védjegye lett a Hi-Fi made in Germany, azonban a németországi gyártás (összeszerelés) ellenére is kedvező árú termékekkel hódították meg a vásárlókat, amelyek idővel minden ismertebb NSZK-beli áruházláncban elérhetőek lettek. A cég termelési volumene 1971 és 1976 között megtízszereződött, és meghaladta az egymillió darabot.
1983-tól a vállalat kínálata televíziókészülékekkel és videómagnókkal egészült ki. A következő évben megállapodást kötöttek a brit Amstrad céggel az Amstrad CPC számítógépek németországi forgalmazására, amelyeket kisebb változtatásokkal saját márkanéven, Schneider CPC-ként árusítottak (Németországban máig ezen a néven emlegetik ezt a, mintegy 3 millió példányban eladott számítógépcsaládot). Az együttműködés az 1987. év végéig tartott—ezt követően a Schneider saját fejlesztésű számítógépeket gyártott és forgalmazott.
1988-ban a francia Thomsontól megvásárolták a bajorországi Gebrüder Steidinger céget, amely a Dual lemezjátszók gyártója volt. Az akvizíció fő célpiaca Franciaország volt, ahol már régóta működött egy Schneider nevű szórakoztató elektronikai cég (amely szintén nem azonos a Schneider Electrickel, hanem egy családi vállalkozás, amelyet 1934-ben alapított Jacques és Sacha Schneider), így szükségük volt egy ettől elkülöníthető, jól csengő márkanévre a szórakoztató elektronikai termékek számára.
Miután mind a számítógépes, mind a hifi-üzletág egyre nehezebb helyzetbe került az olcsó távol-keleti konkurencia miatt, a cég az 1993. évi berlini IFA rádiótechnikai kiállításon bemutatott lézertelevízióba helyezte minden reményét. A repülőgép-szimulátorok és planetáriumok világából már ismert technológia segítségével bármilyen, akár egyenetlen felületre is tűéles képet lehet vetíteni, ami a Schneider várakozásai szerint áttörést jelentett volna az otthoni tévénézésben.

## Schneider Computer Division

Schneider Computer Division logo

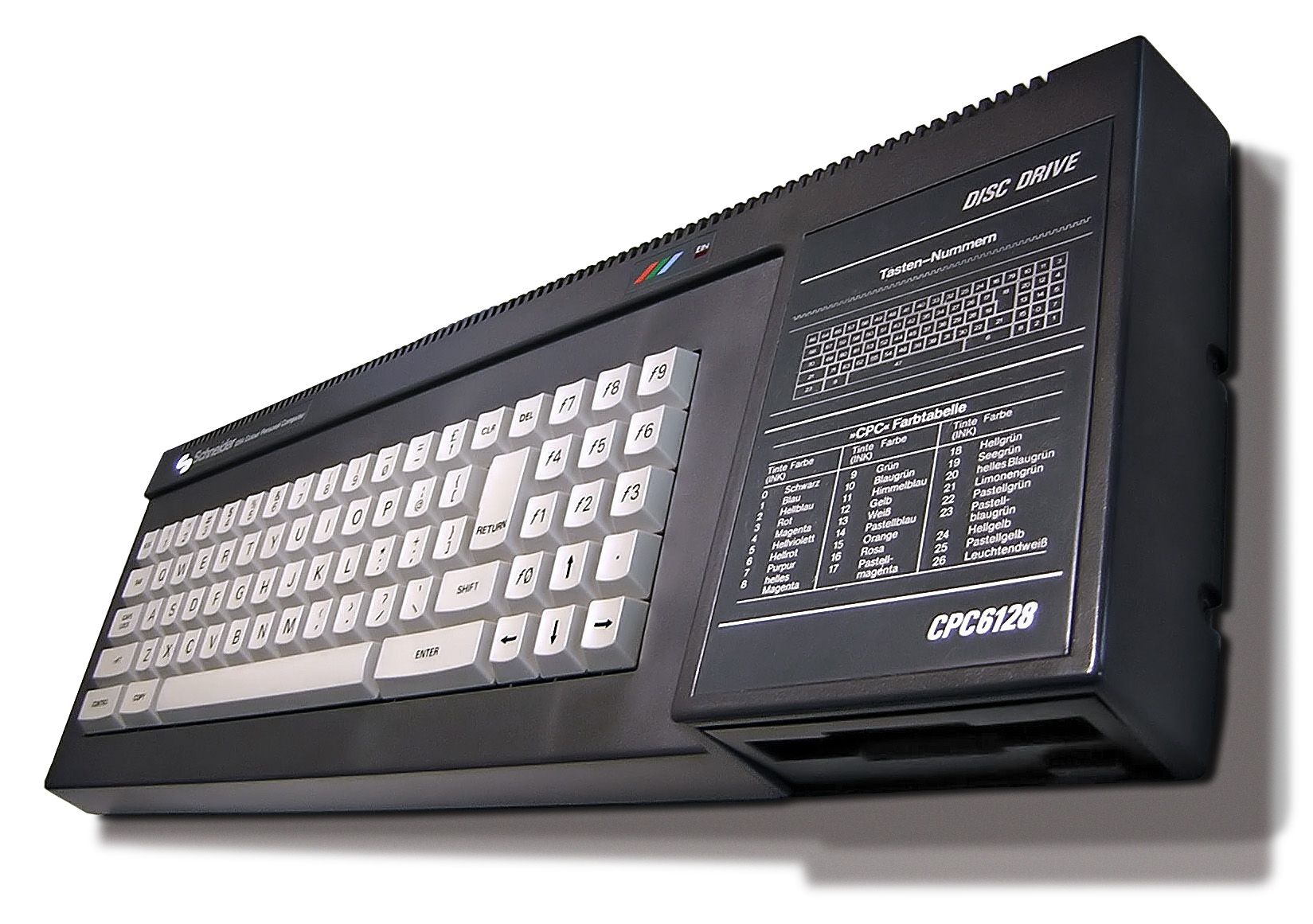
Schneider CPC 6128 házi számítógép

A Schneider Computer Division az Amstrad Plc-vel 1984-ben kötött együttműködési szerződés végrehajtására, azaz a CPC számítógépek forgalmazására alakult üzletág volt, melynek ügyvezetőjeként Fred Köstert, az IBM korábbi németországi vezetőjét szerződtették. Kezdetben a CPC-sorozat egyes változatait (464, 664, 6128), majd 1985-től - Schneider Joyce néven - az Amstrad PCW szövegszerkesztő számítógépeket is forgalmazták. 1986-tól a kínálat az Amstrad PC 1512/1640 IBM PC-kompatibilis gépekkel egészült ki.
1987 végén a Schneider vezetése úgy döntött, hogy az Amstrad PC-k újabb változatai helyett saját számítógépet fejleszt. A PC 1640 utódjaként dobták piacra a Schneider PC 2640 nevű, IBM PC/AT kompatibilis gépet, amivel teljesen szembementek az Amstrad üzletpolitikájával, és amelynek nincs köze a későbbi Amstrad PC 2000-es sorozathoz. Emiatt az Amstrad a Schneiderrel kötött szerződés megszüntetése mellett döntött, és 1988 áprilisában saját leányvállalatot hozott létre. A Schneider a még raktáron lévő CPC-ket eladhatta, de a továbbiakban nem volt jogosult az Amstrad termékek forgalmazására és a kapcsolódó jogok felhasználására sem.
1988-ban jelent meg a Schneider IBM PC/XT-kompatibilis számítógépe, a volt Commodore-fejlesztőmérnök, Wilfried Rusniok és csapata által tervezett Schneider Euro PC, amelyet a CPC-khez hasonló "házi számítógépes" kialakítással (azaz a billentyűzetbe épített alaplappal) gyártottak, és amelyben - szintén a CPC 6128 mintájára - a gépház (egyben billentyűzet) jobb oldali részébe építették be a (már nem 3, hanem 3,5 collos) floppy meghajtót. Ebben a gépben merevlemezes egység még nem kapott helyet, azonban a Schneider a későbbiekben hagyományos, desktop és torony kialakítású, a gép házától különálló billentyűzettel kínált PC-ket is gyártott (Tower AT, Euro XT, Euro AT, Euro SX stb.), majd a kilencvenes évektől a vállalat csődjéig monitorokon, laptopokon és hagyományos PC-ken is megjelent a Schneider márkanév.

## A vállalat megszűnése
A lézertévével kapcsolatos várakozások – többek között beszállítói minőségi problémák miatt – végül nem igazolódtak be, a pénzügyi nehézségek folytatódtak, a vállalat hitelképessége is megkérdőjeleződött. A cégvezetés megpróbálta menteni a menthetőt. 1996-ban a Dual márkát és a kapcsolódó jogokat a Karstadt AG-nek adták el.

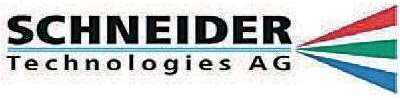
Schneider Technologies AG logo

1998-ban úgy tűnt, sikerült (állami, azaz tartományi) mentőövhöz jutni: 1 márka ellenében beszállt a cégbe a Landesanstalt für Aufbaufinanzierung nevű bajor állami fejlesztési bank. A Schneider-fivérek 2001. augusztus 31-éig megtarthatták szavazatelsőbbségi jogukat, azonban a hitelintézet lett a vállalat főrészvényese. Az akció azonban nem járt sikerrel. A CSU (bajor Keresztényszociális Unió) egyes politikusait sem kímélő botránnyá dagadt vállalatfinanszírozási ügylet 2002 januárjában a csőd bejelentésével ért szomorú véget.
A felszámolók a lézertechnológiai leányvállalatot (Schneider Laser Technologies AG) különös módon épp annak a beszállítónak adták el, amely a minőségi hibás lézeregységeket szállította korábban (Jenoptik), ráadásul a korabeli sajtóhírek szerint a szabadalmak értékéhez képest meglehetősen áron alul.
A szórakoztató elektronikai üzletág (Schneider Electronics AG) maradványait a kínai TCL Corporation (ma ismert márkanevei: Thomson, Alcatel, Palm, Blackberry) vásárolta fel 8,2 millió EUR-ért. A TCL azonban három év után úgy döntött, hogy bezárja a türkheimi gyárat, ahol a csőd idején hétszázan, de még a működés utolsó évében is több mint százan dolgoztak.
A Schneider így ma már csak márkanévként ismert: Ausztriában korábbi partnere, a salzburgi Silva Schneider HandelsgesmbH forgalmaz a mai napig is Silva Schneider néven különféle szórakoztató elektronikai termékeket (pl. hordozható, illetve LCD-televízióba épített DVD-lejátszót), de ehhez a német Schneider családnak a néven kívül már nincs köze.
Az egykori türkheimi gyár területét 2005-ben a Finsterwalder Transport & Logistik nevű cég vásárolta meg és Businesspark A96 néven logisztikai központtá alakította.

## A Schneider védjegy sorsa

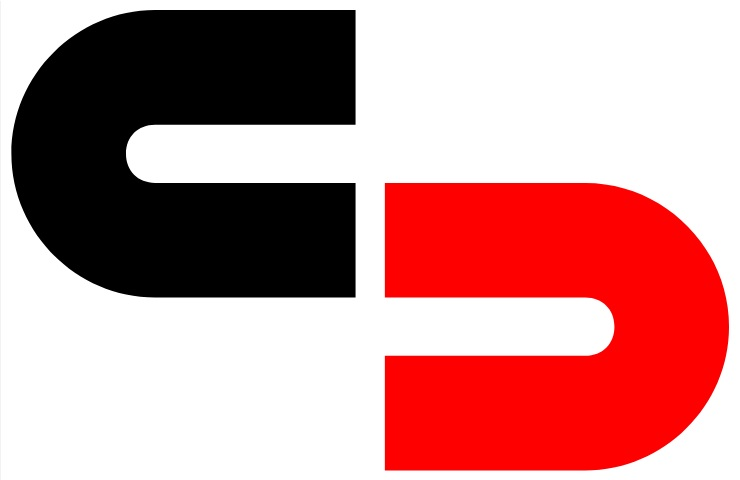
Schneider logo

A Schneider Rundfunkwerke AG közismert védjegye egy S betű volt, amelynek a két fele kissé el van csúsztatva egymástól. A logó első, fekete-fehér változatát 1979. október 16-án lajstromozta a Deutsches Patent- und Markenamt (német szabadalmi és védjegyhivatal), a jól ismert színes verziót (fekete felső és piros alsó rész) pedig 1981. január 27-én vették nyilvántartásba. A védjegyek 2001-ben a Schneider Technologies AG-hez kerültek (amely a Rundfunkwerke jogutódja volt), ennek felszámolásából pedig a Schneider Electronics GmbH nevű, a TCL által a Schneider felvásárlása céljából alapított céghez vándoroltak 2003-ban.
A történet 2008-ban vett érdekes csavart: nem más vásárolta meg őket, mint a francia Schneider Electric SE. Mindkét védjegy oltalom alatt áll jelenleg is, a színes változat (regisztrációs szám: 1013349) oltalma jelen állapot szerint 2030. augusztus 31-éig, a fekete-fehéré (regisztrációs szám: 991803) 2029. október 31-éig érvényes.

## Prospektusok
- Schneider szórakoztató elektronikai prospektusok, 1977-2002

## Lásd még
- Amstrad CPC
- Amstrad PCW
- Schneider Euro PC

## Fordítás
Ez a szócikk részben vagy egészben  a   Schneider Rundfunkwerke AG című német Wikipédia-szócikk fordításán alapul.  Az eredeti cikk szerkesztőit annak laptörténete sorolja fel. Ez a jelzés csupán a megfogalmazás eredetét és a szerzői jogokat jelzi, nem szolgál a cikkben szereplő információk forrásmegjelöléseként.